# Wells (Vermont)
Wells ist eine Town im Rutland County des Bundesstaates Vermont in den Vereinigten Staaten mit 1214 Einwohnern (laut Volkszählung von 2020).

## Geografie

### Geografische Lage
Wells liegt im Südwesten des Rutland Countys, in den Green Mountains. Das Gebiet der Town wird durch den zentral gelegenen Little Lake und nördlich von diesem, den Lake Saint Catherine, die sich in der Mitte der Town befinden, in einen östlichen, hügeligeren und einen westlichen flacheren Teil getrennt. Südlich des Little Lakes befindet sich das Village Wells.

### Nachbargemeinden
Alle Entfernungen sind als Luftlinien zwischen den offiziellen Koordinaten der Orte aus der Volkszählung 2010 angegeben.
- Norden: Poultney, 3,1 km
- Nordosten: Middletown Springs, 7,2 km
- Osten: Tinmouth, 13,2 km
- Südosten: Danby, 15,3 km
- Süden: Pawlet, 2,7 km
- Südwesten: Hebron, NY, 18,6 km
- Westen: Granville, NY, 12,8 km
- Nordwesten: Hampton, NY, 11,6 km

### Klima
Die mittlere Durchschnittstemperatur in Wells liegt zwischen −7,2 °C (19 °Fahrenheit) im Januar und 20,6 °C (69 °Fahrenheit) im Juli. Damit ist der Ort gegenüber dem langjährigen Mittel der USA um etwa 9 Grad kühler. Die Schneefälle zwischen Mitte Oktober und Mitte Mai liegen mit mehr als zwei Metern etwa doppelt so hoch wie die mittlere Schneehöhe in den USA. Die tägliche Sonnenscheindauer liegt am unteren Rand des Wertespektrums der USA, zwischen September und Mitte Dezember sogar deutlich darunter.

## Geschichte
Wells wurde am 15. September 1761 als Grant durch Benning Wentworth gegründet. Den Grant bekamen Eliakim Hall und 63 weitere Siedler. Der erste Siedler war im Jahr 1768 Ogden Mallary. Im Jahr 1773 organisierte sich die Town. Benannt wurde die Town nach Wells in Somerset.
1784 gab Wells Land ab für die Gründung von Middletown Springs und 1798 gab Wells nochmal Land ab, als Pultney gegründet wurde.

### Religionen
In Wells gründeten sich Gemeinden der Episkopalkirche, methodistischen Kirche und des Universalismus.

### Einwohnerentwicklung
| Jahr      | 1700  | 1710  | 1720  | 1730 | 1740 | 1750 | 1760 | 1770 | 1780 | 1790 |
| --------- | ----- | ----- | ----- | ---- | ---- | ---- | ---- | ---- | ---- | ---- |
| Einwohner |       |       |       |      |      |      |      |      |      | 622  |
| Jahr      | 1800  | 1810  | 1820  | 1830 | 1840 | 1850 | 1860 | 1870 | 1880 | 1890 |
| Einwohner | 978   | 1040  | 986   | 880  | 740  | 804  | 642  | 483  | 665  | 621  |
| Jahr      | 1900  | 1910  | 1920  | 1930 | 1940 | 1950 | 1960 | 1970 | 1980 | 1990 |
| Einwohner | 606   | 569   | 521   | 565  | 420  | 487  | 419  | 560  | 815  | 902  |
| Jahr      | 2000  | 2010  | 2020  | 2030 | 2040 | 2050 | 2060 | 2070 | 2080 | 2090 |
| Einwohner | 1.121 | 1.150 | 1.214 |      |      |      |      |      |      |      |

## Wirtschaft und Infrastruktur

### Verkehr
Die Vermont State Route 31 verläuft durch den Nordwesten der Town, von Granville nach Poultney und die Vermont State Route 30 zentral in Nord-Südlicher Richtung von Poultney nach Pawlett. Der nächstgelegene Bahnhöfe befinden sich in Fair Heaven.

### Öffentliche Einrichtungen
In Wells gibt es kein eigenes Krankenhaus. Das nächstgelegene Krankenhaus ist das Rutland Regional Medical Center in Rutland.

### Bildung
Wells gehört zur Rutland Southwest Supervisory Union. In Wells befindet sich die Wells Village School mit Klassen von Pre-Kindergarten bis zur 6. Klasse.
Die Wells Village Library liegt an der Vermont Rout 30 in der ehemaligen Kirche der Universalisten. Das Gebäude wurde im Jahr 1855 errichtet. Die erste Bücherei von Wells war die Wells-Lochlea Library, in einem Raum über der Garage von Annie R. Huyck. Sie spendete der Bücherei auch ihre Bücher und kümmerte sich um die Nutzungsmöglichkeit der ehemaligen Kirche. Anschließend bezahlte sie den Umbau der Kirche zur Bücherei. Heute wahrt die Bücherei ihr Andenken.